# Videobeat
Videobeat var ett musikprogram i SVT under 1980-talet där Kaj Kindvall visade musikvideor. Programmet var en vidareutveckling av Kindvalls inslag Rockflimmer i Casablanca. Videobeat visades första gången den 29 oktober 1983 och sista programmet sändes den april 1984.
Detta var den första programserien för musikvideor som visades i Sverige. 
Fotograf för Videobeat var Bo Nellhag. Ljudtekniker, Greger Svanström. 
Presentationerna av musikvideorna ramades in av att Kindvall befann sig i en liknande miljö som respektive musikvideo utspelade sig i. En del artistintervjuer förekom också. 
1984–1985 fick detta program en uppföljare av programmet Bagen och då hade Cia Berg tagit över.